# Праздники Иордании
Список праздников, официально отмечаемых в Иордании.
| Дата              | Название                                  | Местное название                                           | Примечание                                                                                          | Рабочий/нерабочий день |
| ----------------- | ----------------------------------------- | ---------------------------------------------------------- | --------------------------------------------------------------------------------------------------- | ---------------------- |
| 1 января          | Новый год                                 | رأس السنة الميلادي (Рас ас-Сана аль-Миляди)                | | Нерабочий              |
| 30 января         | День рождения короля Абдаллы              |                                                            | Недавно отменён королевским указом                                                                  | Рабочий                |
| 1 мая             | День труда                                | عيد العمّال (Ид аль-Уммаль)                                 | | Нерабочий              |
| непостоянная дата | Пасха                                     | عيد الفصح (Ид аль-Фисх), العيد الكبير (аль-Ид аль-Кбир)    | Отмечается всеми христианскими конфессиями по православному календарю                               |                        |
| 25 мая            | День независимости                        | عيد اللإستقلال (Ид аль-Истикляль)                          | | Нерабочий              |
| 9 июня            | День восшествия на престол короля Абдаллы | عيد الجلوس (Ид аль-Джулюс)                                 | |                        |
| 30 января         | День рождения короля Хусейна              |                                                            | После смерти Хусейна был переименован в «День верности Хусейну». Недавно отменён королевским указом | Рабочий                |
| 25 декабря        | Рождество                                 | عيد الميلاد (Ид аль-Миляд), العيد الصغير (аль-Ид ас-Сагир) | Отмечается всеми христианскими конфессиями по католическому календарю                               | Рабочий                |

| Дата              | Название                  | Местное название                          | Примечание | Рабочий/нерабочий день |
| ----------------- | ------------------------- | ----------------------------------------- | ---------- | ---------------------- |
| 1 мухаррама       | Мусульманский Новый год   | رأس السنة الهجري (Рас ас-Сана аль-Хиджри) |            | Нерабочий              |
| 12 рабиуль-аввала | День рождения Пророка     | مولد النبي (Маулид ан-Наби)               |            | Рабочий                |
| 27 раджаба        | Вознесение Пророка        | الإسراء والمعراج (аль-Исра ва-ль-Мирадж)  |            | Рабочий                |
| 1 шавваля         | Окончание Рамадана        | عيد الفطر (Ид аль-Фитр)                   |            | Нерабочий              |
| 10 зульхиджа      | Праздник жертвоприношения | عيد الأضحى (Ид аль-Адха)                  |            |                        |